# Francisco de Lizona

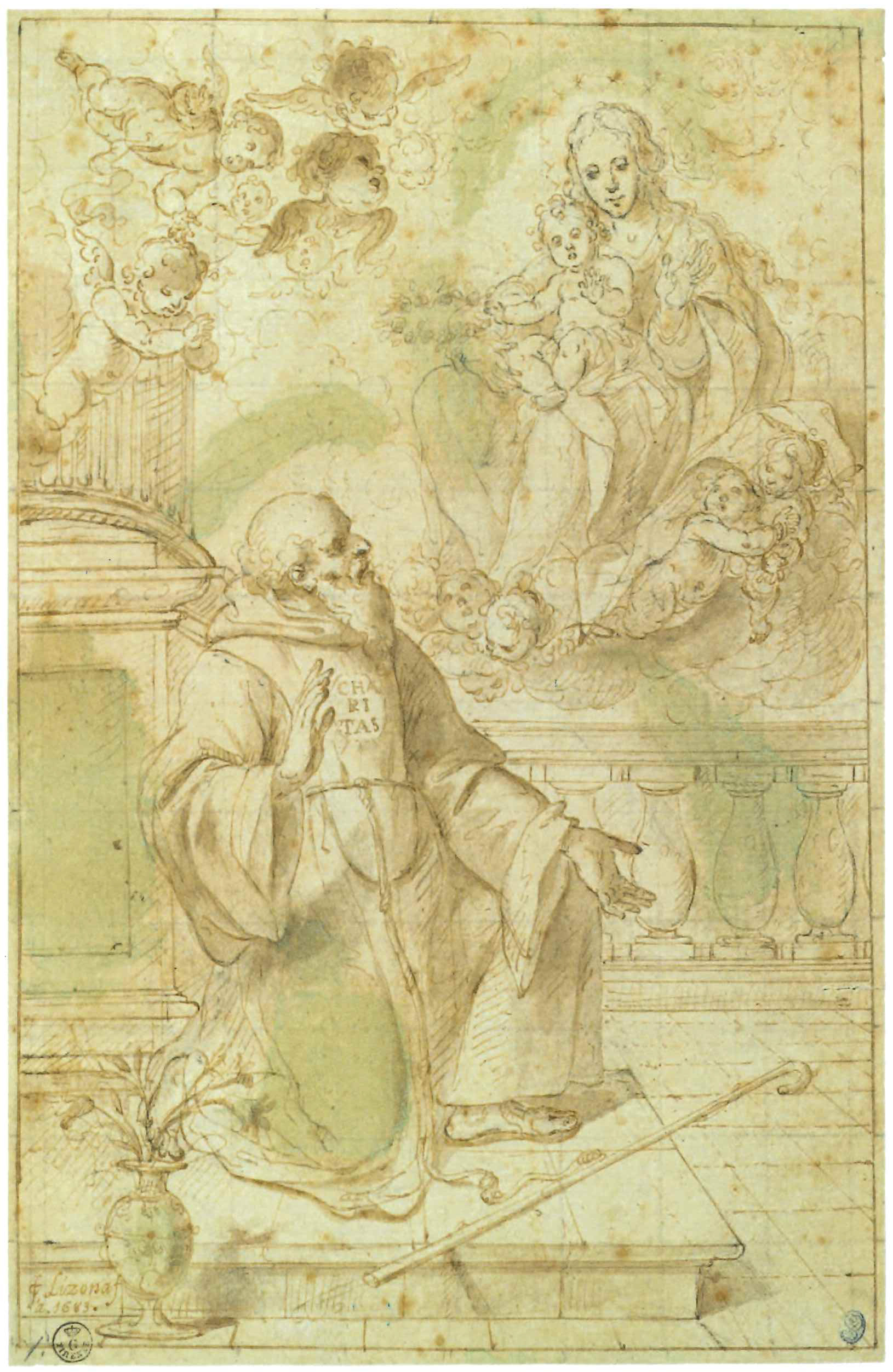
Aparición de la Virgen a san Francisco de Paula, Florencia, Galería Uffizi.

Francisco de Lizona o Lizana (fl. 1660-1690) fue un pintor barroco español activo en Madrid. 
Ignorado por las fuentes historiográficas, Francisco de Lizona es conocido como parte del largo pleito de los pintores madrileños contra la Hermandad de los Siete Dolores y la imposición de sacar en procesión uno de sus pasos en Semana Santa. Mencionado en la concordia de mayo de 1677, en marzo de 1683 encabezó el acuerdo alcanzado con la Hermandad por el que algunos pintores acataban el compromiso pero haciendo protesta «una, dos y tres veces y las demás». También en 1683 tasó las pinturas que quedaron por muerte de Juan de Vallecas Caballero, escribano mayor de millones de Madrid, propietario según la tasación de obras de Angelo Nardi, Alonso Cano, Francisco Rizi y Francisco Fernández, y en abril de 1690 hizo lo propio con las pinturas de Francisco Bello, diciéndose en esta ocasión de 44 años de edad, lo que llevaría la fecha de su nacimiento al año 1646. Esta fecha, sin embargo, debiera probablemente adelantarse teniendo en cuenta la existencia de un óleo representando a San Jerónimo (Museo Diocesano de León), firmado y fechado en 1663 y, sobre todo, la de otra tasación –de los bienes de doña Isabel de Alfaro- fechada en 1660.
Lo que de su obra se conoce es, además del temprano San Jerónimo de León, un dibujo de la Aparición de la Virgen a san Francisco de Paula, firmado en 1683 (Florencia, Galería Uffizi) y un pequeño número de pinturas al óleo, encabezadas por la Anunciación del Museo de Navarra, de grato colorido veneciano, figuras algo rígidas y dibujo seco, en la que se advierten influencias de Antonio de Pereda, características que se ponen de manifiesto también en un San Juan Bautista en el desierto de colección particular leonesa, firmado en 1668. También suyas parecen ser las pinturas subsistentes del retablo mayor de la iglesia de la Asunción de Tendilla en la provincia de Guadalajara, de discreta calidad.